# محسن آشتیانی
محسن آشتیانی فارغ‌التحصیل دانشگاه سنت‌اندروز و دانشگاه آکسفورد است. او در دانشگاه آکسفورد، دانشگاه منچستر و دانشگاه کالیفرنیا، لس‌آنجلس به تدریس تاریخ و ادبیات فارسی پرداخت و موفق به دریافت کمک‌هزینهٔ تحصیلی در دانشگاه‌های هاروارد و پرینستون شد.
او عضو هیئت مشاوران تاریخ ادبیات ایران (جلد هجدهم) بود و ویراستار همکارِ جلد دوم و ویراستار جلد سوم از مجموعهٔ هجده‌جلدیِ این کتاب بود. او عضو مدعو استکهلم کولژیوم در کتابخانهٔ بین‌المللی تاریخ در دانشگاه استکهلم است.
در تاریخ بیست اکتبر 2021 دکترای افتخاری تمدن آسیا و آفریقا از دانشگاه ساپینزا به او اعطا شد. 
با همکاری کلیفورد ادموند باسورث، او سه جلد از تاریخ بیهقی (تاریخ مسعودی) را به زبان انگلیسی ترجمه کرد. علاوه‌بر تمامی دوره‌های کارشناسی تا دکتری، فلوشیپ‌های تخصصی هم در دانشگاه هاروارد و پرینستون در انواع زمینه‌های مرتبط با مطالعات ایرانی گذرانده است.
کتاب‌ها و مقاله‌های چاپ شده از سوی او برای تمامی دانشجویان منبع بسیار معتبری برای آموزش سرفصل‌های مطالعات ایرانی به‌حساب می‌آید. آشتیانی عضو هیئت تحریریهٔ دانشنامه ایرانیکا و همچنین استاد دانشگاه کلمبیا در بخش مطالعات ایرانی است. او همچنین در دانشگاه استکهلم فعالیت‌های بسیاری در زمینهٔ تاریخ جهان ادبی داشته و با نویسندگان و متفکران زیادی در حوزهٔ شعر و ادبیات فارسی همکاری کرده‌است.

## آثار
مشارکت در تألیف کتاب:
- Classical Persian Poetry in the 4 volume Literature: A World History, ed. David Damrosch et al. , Blackwell's, 2013.

ویراستار در کتاب:
- A HISTORY OF PERSIAN LITERATURE (in 20 Volumes), Volume II: Persian Poetry in the Classical Era, 800-1500 (panegyrics or qaside, short lyrics or ghazal, quatrains or robâ’i), edited by Ehsan Yarshater and Mohsen Ashtiany